# Europese kampioenschappen powerlifting 1997 (heren)
De Europese kampioenschappen powerlifting 1996 voor heren waren door de European Powerlifting Federation (EPF) georganiseerde kampioenschappen voor powerlifters. De 20e editie van de Europese kampioenschappen vond plaats in het Britse Birmingham van 7 tot en met 11 mei 1997.

## Uitslagen
| klasse   | Goud                     | Zilver                     | Brons            |
| -------- | ------------------------ | -------------------------- | ---------------- |
| -52 kg   | Andrzej Stanaszek        | Sergey Zhuravlev           | John Clay        |
| -56 kg   | Roy Brandtzæg            | Konstantin Pavlov          | Jurgen Nemeth    |
| -60 kg   | Wim Elyn                 | Alexey Sidorov             | Gerard Tromp     |
| -67,5 kg | Viktor Baranov           | Jan Wilczyński             | Rodney Hypolite  |
| -75 kg   | Dmytro Solovyov          | Sirazhutdin Bazaev         | Alexey Nemtsev   |
| -82,5 kg | Vasyl Kurtyak            | Dmitriy Fedenko            | Roman Szymkowiak |
| -90 kg   | Erik Stiklestad          | Alexander Dekhanov         | Frode Gundersen  |
| -100 kg  | Carl Olav Christoffersen | Vladimir Markovsky         | Oleksiy Solovyov |
| -110 kg  | Volodymyr Ivanenko       | Clive Henry                | Jörgen Ljungberg |
| -125 kg  | Sturla Davidsen          | Maksim Podtynnyy           | Leopold Krendl   |
| +125 kg  | Yuriy Spinov             | Corry Van Jansen Jorksveld | Rif Gadiev       |